# Pseudotetralobus
Pseudotetralobus là một chi bọ cánh cứng trong họ 
Elateridae.
Chi này được miêu tả khoa học năm 1902 bởi Schwarz.

## Các loài
Các loài trong chi này gồm:
- Pseudotetralobus albertisi (Candèze, 1878)
- Pseudotetralobus apicipennis Elston, 1928
- Pseudotetralobus australasiae (Gory, 1836)
- Pseudotetralobus bifoveatus Suzuki, 2002
- Pseudotetralobus capucinus (Candèze, 1882)
- Pseudotetralobus castaneus Elston, 1928
- Pseudotetralobus conspectus Elston, 1928
- Pseudotetralobus corrosus (Candèze, 1878)
- Pseudotetralobus dohrni Schwarz, 1902
- Pseudotetralobus fortnumi (Hope, 1842)
- Pseudotetralobus murrayi (Candèze, 1857)
- Pseudotetralobus pumilus (Candèze, 1893)
- Pseudotetralobus punctipennis Elston, 1928
- Pseudotetralobus quadrifoveatus (W.J. Macleay, 1888)
- Pseudotetralobus sulcicollis Elston, 1928
- Pseudotetralobus thoracicus (Blackburn, 1890)

## Hình ảnh

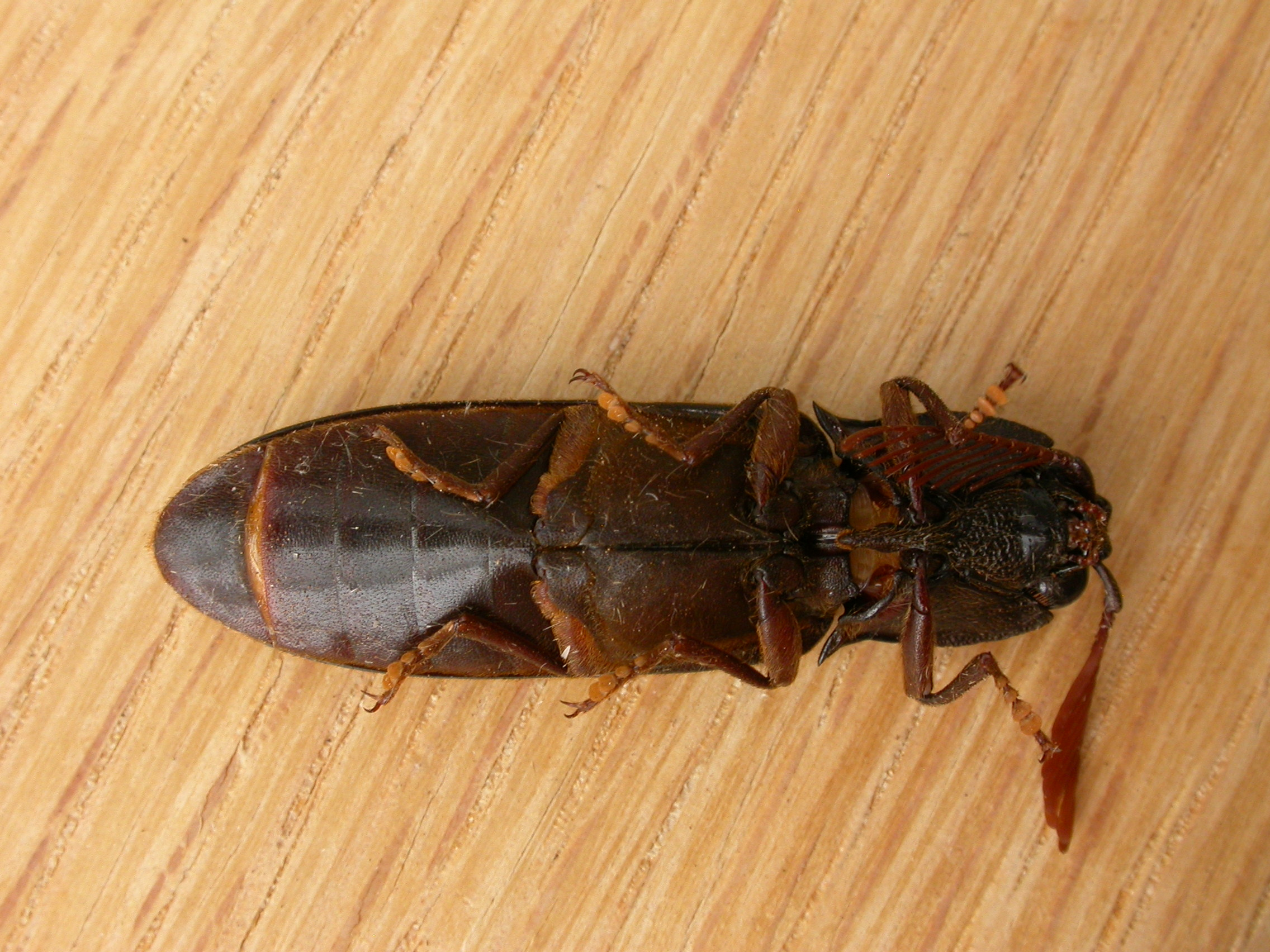
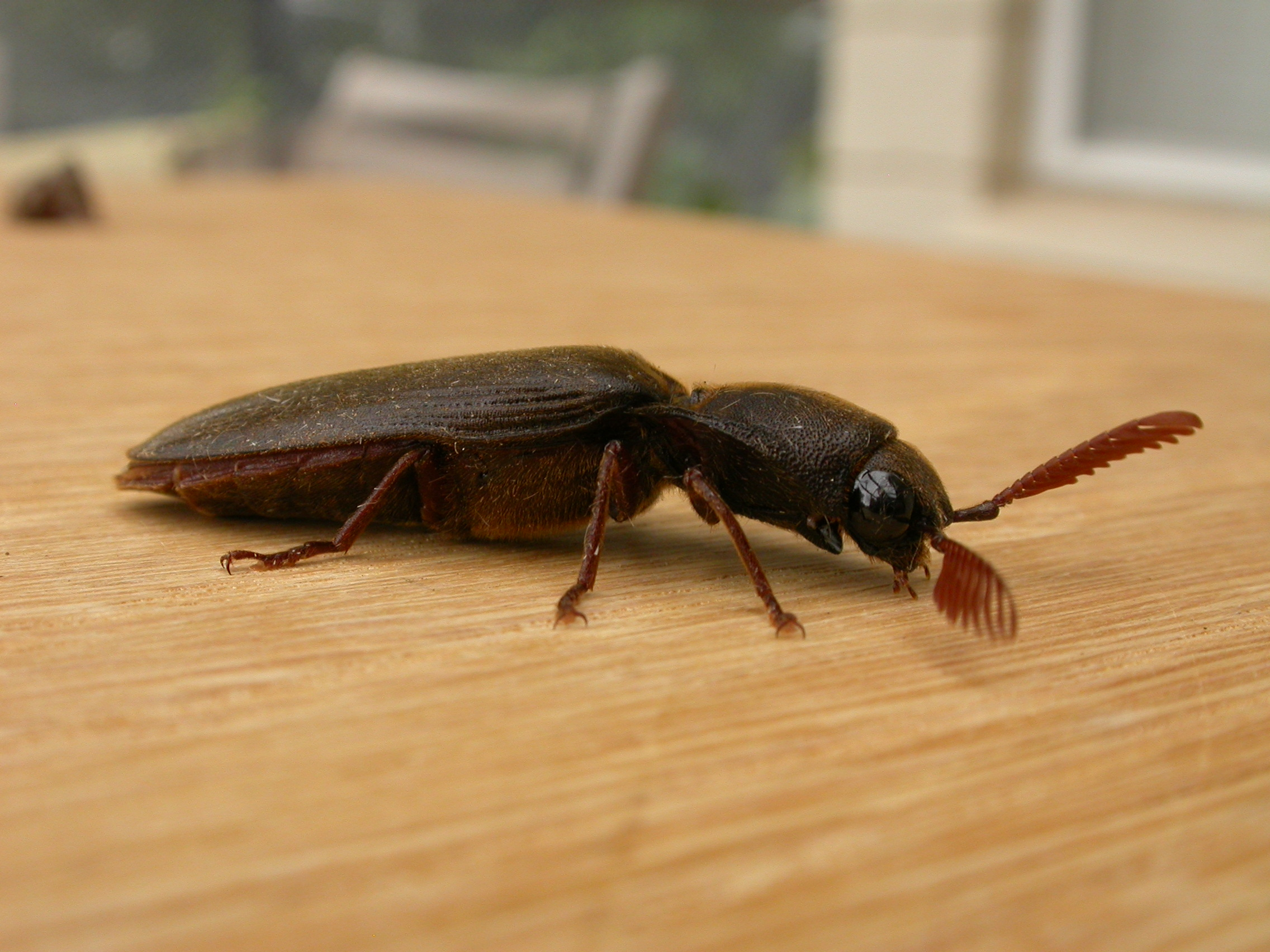
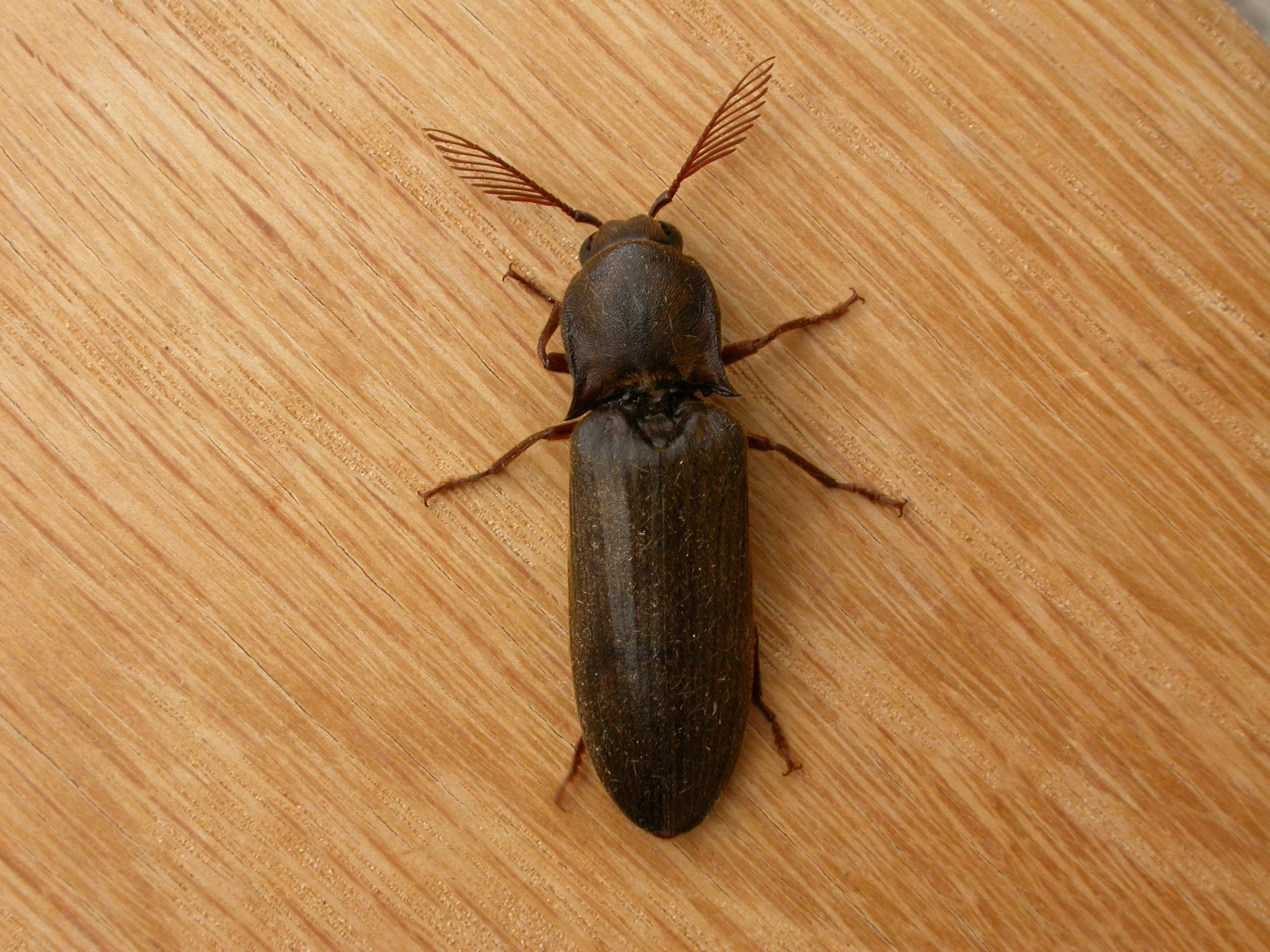
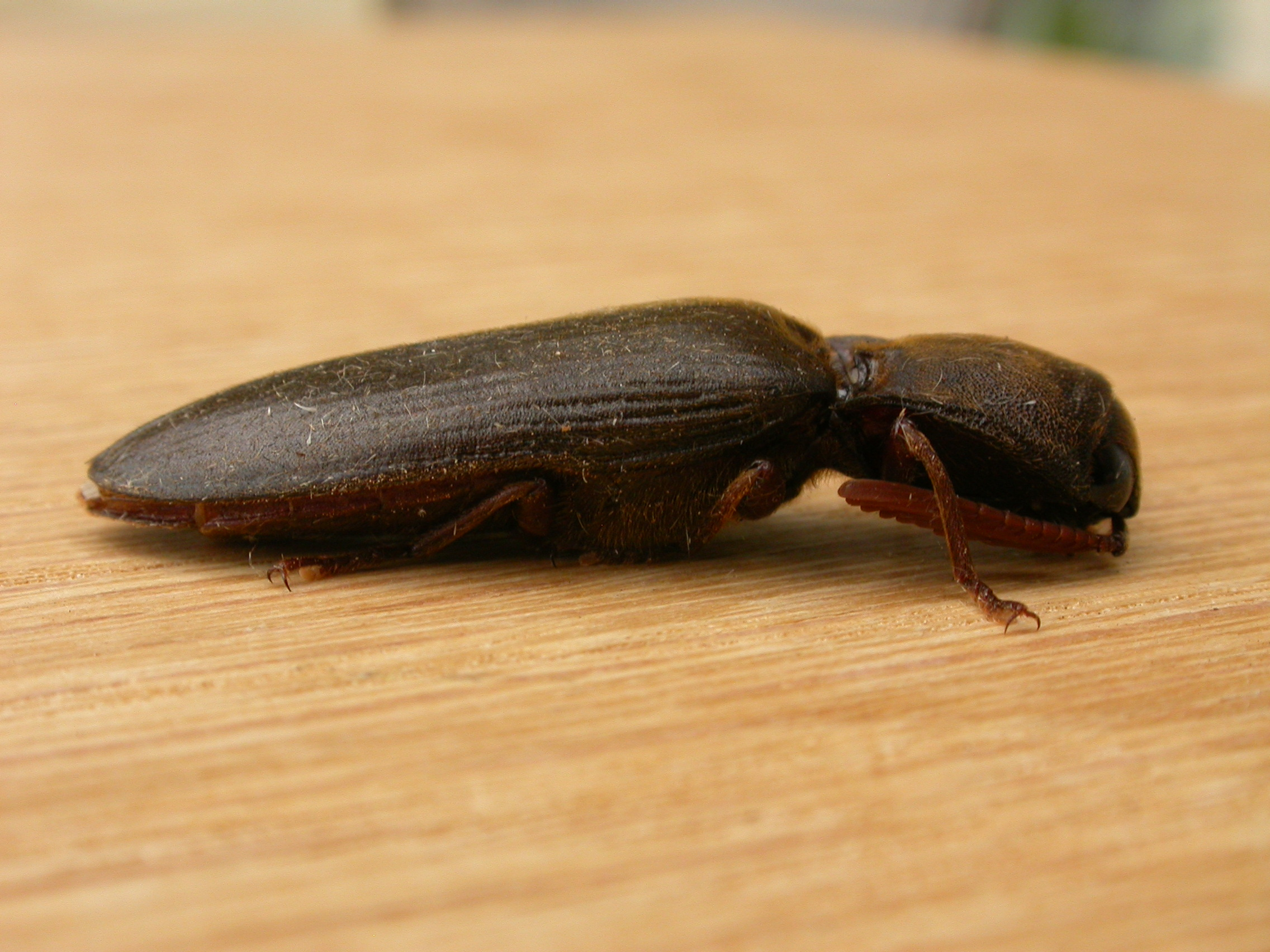